# Herpestes javanicus
La mangusta di Giava (Herpestes javanicus É. Geoffroy Saint-Hilaire, 1818) è un carnivoro della famiglia degli Erpestidi originario del Sud-est asiatico. Fino a non molto tempo fa era raggruppata con la mangusta minore indiana in un'unica specie, ma gli studi molecolari hanno dimostrato che i due taxa costituiscono in effetti due specie separate. È da aggiungere che la maggior parte delle informazioni in nostro possesso su questa specie, in particolare quelle ricavate da studi sulle popolazioni introdotte, sono da attribuire proprio alla mangusta minore indiana.

## Descrizione
I maschi di mangusta di Giava presentano una lunghezza testa-corpo di 36–42 cm e hanno una coda lunga 27,5-31,5 cm (valore pari al 70-75% della lunghezza testa-corpo); pesano 875-1800 g. Le femmine presentano una lunghezza testa-corpo di 32–36 cm e hanno una coda lunga 25-26,5 cm (valore pari al 70-75% della lunghezza testa-corpo); pesano 530-840 g. I singoli peli, che se esaminati presentano anulature di colore marrone scuro e camoscio chiaro, conferiscono al mantello una colorazione generale variabile tra il giallastro brizzolato e il bruno-oliva; la specie presenta una tinta arancio-rossastra, particolarmente evidente attorno alla testa. La coda è moderatamente lunga.

## Distribuzione e habitat
La mangusta di Giava è diffusa in tutta la regione continentale del Sud-est asiatico, nel sud della Cina, nella parte settentrionale dell'isola di Sumatra e a Giava.

## Biologia
La mangusta di Giava è attiva sia di giorno che di notte. Vive prevalentemente nelle zone erbose e nelle aree ricoperte da boscaglia; evita le fitte foreste sempreverdi. Si nutre di roditori e di molti altri piccoli vertebrati, compresi uccelli, rettili e rane, nonché granchi e grossi insetti.

## Tassonomia
Ne vengono riconosciute nove sottospecie:
- H. j. javanicus É. Geoffroy Saint-Hilaire, 1818, diffusa nella regione occidentale dell'isola di Giava.
- H. j. exilis Gervais, 1841, diffusa nella regione indocinese (Vietnam, Laos, Thailandia e Cambogia).
- H. j. orientalis Sody, 1936, diffusa nella regione orientale dell'isola di Giava.
- H. j. peninsulae Schwarz, 1910, diffusa nella penisola malese.
- H. j. perakensis Kloss, 1917, anch'essa originaria della penisola malese, più precisamente della regione di Perak.
- H. j. rafflesii Anderson, 1875, diffusa nell'isola di Sumatra.
- H. j. rubrifrons J. A. Allen, 1909, diffusa nel sud della Cina e sull'isola di Hainan.
- H. j. siamensis Kloss, 1917, rinvenuta nel nord della Thailandia, a Muang Prae.
- H. j. tjerapai Sody, 1949, diffusa a Sumatra, nella regione di Perlak (Aceh).

## Conservazione
La mangusta di Giava è considerata come specie «a rischio minimo» (Least Concern) dalla IUCN, in quanto è ancora piuttosto comune in tutto il suo areale.